# Ursus thibetanus ussuricus
Ursus thibetanus ussuricus és una subespècie de l'os del Tibet (Ursus thibetanus). És la subespècie més grossa de l'os del Tibet. Es troba a Àsia: el sud de Sibèria, el nord-est de la Xina i la Península de Corea.